# 2. deild islandzka w piłce nożnej (1997)
Sezon 1997 był 32. sezonem trzeciego poziomu ligowego piłki nożnej na Islandii, pierwszym po zmianie nazwy na 2. deild. Pierwsze miejsce zajął zespół HK, zdobywając czterdzieści jeden punktów w osiemnastu meczach. Po sezonie awansowały zespoły HK i KFF, spadły natomiast Þróttur Nes oraz Sindri.

## Drużyny
Po sezonie 1996 z ligi awansowały zespoły Dalvík i Reynir, spadły zaś Íþróttafélagið Höttur oraz Grótta. Ich miejsce zajęły spadające z 2. deild Völsungur Húsavík i Leiknir oraz awansujące z 4. deild KFF i Sindri.
| Uczestnicy poprzedniej edycji                                                                                 | Uczestnicy poprzedniej edycji | Uczestnicy poprzedniej edycji | Uczestnicy poprzedniej edycji |
| --- | ----------------------------- | ----------------------------- | ----------------------------- |
| VGA | Víðir Garður                  | 3                             |                               |
| ÞNE | Þróttur Nes                   | 4                             |                               |
| HKÓ | HK                            | 5                             |                               |
| SEL | Selfoss                       | 6                             |                               |
| FJÖ | Fjölnir                       | 7                             |                               |
| Ægir | Ægir                          | 8                             |                               |
| Spadek z 2. deild                                                                                             |                               |                               |                               |
| VÖL | Völsungur Húsavík             | 9                             |                               |
| LEI | Leiknir                       | 10                            |                               |
| Awans z 4. deild                                                                                              |                               |                               |                               |
| KFF | Fjarðabyggð                   | 1                             |                               |
| SIN | Sindri                        | 2                             |                               |
| Oznaczenia: - kolumna pierwsza – skróty nazw drużyn, - kolumna trzecia – miejsce zajęte w poprzednim sezonie. |                               |                               |                               |

## Tabela
| Lp. | Drużyna           | M  | Z  | R | P  | Bramki | Bramki | Różn. | Pkt | Uwagi              |
| --- | ----------------- | -- | -- | - | -- | ------ | ------ | ----- | --- | ------------------ |
| 1   | HK (A)            | 18 | 13 | 2 | 3  | 51     | 29     | +22   | 41  | Awans do 1. deild  |
| 2   | Fjarðabyggð (A)   | 18 | 12 | 3 | 3  | 52     | 30     | +22   | 39  | Awans do 1. deild  |
| 3   | Selfoss           | 18 | 12 | 3 | 3  | 45     | 31     | +14   | 39  |                    |
| 4   | Víðir Garður      | 18 | 10 | 2 | 6  | 44     | 33     | +11   | 32  |                    |
| 5   | Leiknir           | 18 | 7  | 6 | 5  | 42     | 25     | +17   | 27  |                    |
| 6   | Völsungur Húsavík | 18 | 8  | 2 | 8  | 38     | 37     | +1    | 26  |                    |
| 7   | Ægir              | 18 | 5  | 4 | 9  | 38     | 48     | −10   | 19  |                    |
| 8   | Fjölnir           | 18 | 4  | 2 | 12 | 31     | 58     | −27   | 14  |                    |
| 9   | Þróttur Nes (S)   | 18 | 4  | 1 | 13 | 35     | 51     | −16   | 13  | Spadek do 3. deild |
| 10  | Sindri (S)        | 18 | 2  | 1 | 15 | 30     | 64     | −34   | 7   | Spadek do 3. deild |

## Wyniki
| Gospodarz \ Gość  | KFF | FJÖ | HKÓ | LEI | SEL | SIN | VGA | VÖL | Ægir | ÞNE |
| Fjarðabyggð       |     | 4:0 | 1:1 | 1:1 | 3:3 | 4:2 | 3:0 | 0:1 | 2:1  | 4:5 |
| Fjölnir           | 3:4 |     | 2:1 | 1:4 | 0:3 | 6:4 | 2:4 | 2:4 | 2:2  | 2:4 |
| HK                | 2:3 | 0:3 |     | 2:1 | 1:1 | 3:1 | 3:2 | 2:0 | 4:2  | 6:3 |
| Leiknir           | 0:2 | 0:0 | 0:1 |     | 2:3 | 8:0 | 2:1 | 3:0 | 5:0  | 2:2 |
| Selfoss           | 3:5 | 3:1 | 1:3 | 3:2 |     | 2:1 | 1:4 | 3:3 | 3:2  | 2:1 |
| Sindri            | 1:3 | 2:3 | 3:5 | 3:3 | 2:3 |     | 1:2 | 1:5 | 2:3  | 3:5 |
| Víðir Garður      | 3:2 | 4:0 | 3:0 | 2:2 | 0:3 | 4:1 |     | 2:1 | 3:3  | 4:2 |
| Völsungur Húsavík | 1:4 | 3:1 | 3:4 | 2:3 | 1:5 | 0:2 | 3:0 |     | 1:1  | 3:1 |
| Ægir              | 2:3 | 5:2 | 1:6 | 2:2 | 0:2 | 5:0 | 3:2 | 1:4 |      | 2:4 |
| Þróttur Nes       | 1:4 | 1:2 | 1:2 | 0:2 | 0:1 | 1:2 | 1:4 | 2:3 | 1:3  |     |

Źródło:  (ang.)
Objaśnienia:
1Drużyna gospodarzy jest wymieniona po lewej stronie tabeli.
Kolory: zielony – zwycięstwo gospodarzy, żółty – remis, różowy – zwycięstwo gości.

## Najlepsi strzelcy
| Strzelec                     | Liczba goli | Zespół    |
| ---------------------------- | ----------- | --------- |
| Sævar Þór Gíslason           | 19          | Selfoss   |
| Jón Þorgrímur Stefánsson     | 17          | HK        |
| Arngrímur Arnarson           | 16          | Völsungur |
| Steindór Elísson             | 16          | HK        |
| Kári Jónsson                 | 15          | KVA       |
| Hlynur Jóhannsson            | 14          | Víðir     |
| Sigurður Andrés Þorvarðarson | 10          | Selfoss   |